# 노안삼도로
노안삼도로(Noansamdo-ro)는 전라북도 나주시 성북동 동신대앞교차로에서 광주광역시 광산구 삼거동 곡창 교차로까지 연결하는 도로이다.

## 주요 경유지
전라북도
- (성북동 - 노안면)

광주광역시
- 광산구 (삼도동)

## 노선
| 이름            | 접속 노선                      | 소재지     | 소재지 | 소재지 | 비고 |
| --------------- | ------------------------------ | ---------- | ------ | ------ | ---- |
| 동신대앞 교차로 | 국도 제13호선 (건재로)         | 나주시     | 성북동 | 성북동 |      |
| 율정 교차로     | 유곡로 칠전길                  | 나주시     | 성북동 | 성북동 |      |
| 송계 교차로     | 송계길                         | 나주시     | 성북동 | 성북동 |      |
| 복룡 교차로     | 금성산길 영평복룡길            | 나주시     | 노안면 | 노안면 |      |
| 영평 교차로     |                                | 나주시     | 노안면 | 노안면 |      |
| 영안 교차로     | 영안길                         | 나주시     | 노안면 | 노안면 |      |
| 구축 교차로     | 금안2길                        | 나주시     | 노안면 | 노안면 |      |
| 인천 교차로     | 금안1길 월송2길                | 나주시     | 노안면 | 노안면 |      |
| 용산교          |                                | 나주시     | 노안면 | 노안면 |      |
| 금곡 교차로     | 용산금곡길                     | 나주시     | 노안면 | 노안면 |      |
| 용산삼거리      | 노안로                         | 나주시     | 노안면 | 노안면 |      |
| 월정교          |                                | 나주시     | 노안면 | 노안면 |      |
| 월정 교차로     | 월정길 평산대안길              | 나주시     | 노안면 | 노안면 |      |
| 노안교          |                                | 나주시     | 노안면 | 노안면 |      |
| 이룡 교차로     | 오정길 금산로                  | 나주시     | 노안면 | 노안면 |      |
| 양천 교차로     | 제12호선 광주대구고속도로      | 나주시     | 노안면 | 노안면 |      |
| 대산삼거리      | 광주광역시도 제52호선 (평동로) | 광주광역시 | 광산구 | 삼도동 |      |
| (이름없음)      | 지방도 제825호선 (체암로)      | 광주광역시 | 광산구 | 삼도동 |      |
| 삼거 교차로     | 국도 제22호선 (영광로)         | 광주광역시 | 광산구 | 삼도동 |      |

## 주요 건물 및 시설
- 영평1구 마을회관 (노안삼도로 164/영평리 362-1)
- 부형자동차공업사 (노안삼도로 359/금안리 113-3)
- 현대오일뱅크 나주IC주유소 (노안삼도로 460/안산리 1012)
- 농협 삼도농협 대산간이지점 (노안삼도로 979/삼도동 107)
- SK에너지 에스주유소 (노안삼도로 983/삼도동 105)
- 효정요양병원 (노안삼도로 1263/삼거동 252-1)